# Redcare Pharmacy

Logo bis Juni 2023

Die Redcare Pharmacy N.V. (bis 2023 Shop Apotheke Europe) ist eine börsennotierte Versand-Apothekengruppe mit Hauptsitz im niederländischen Sevenum. Das Unternehmen hat Standorte in Sevenum, Köln, Berlin, München, Warschau, Mailand, Lille, Eindhoven, Tongern und Wien. Das Angebot umfasst freiverkäufliche und verschreibungspflichtige Arzneimittel, Nahrungsergänzungsmittel sowie Beauty- und Gesundheitsprodukte. Das Unternehmen ist derzeit in Deutschland, Österreich, Frankreich, Belgien, Italien, den Niederlanden und der Schweiz aktiv.

## Unternehmensgeschichte
Shop Apotheke wurde 2001 als Online-Shop einer stationären Apotheke in Köln gegründet. Als 2004 der Versandhandel mit nicht verschreibungspflichtigen Medikamenten (OTC) gesetzlich erlaubt wurde, war shop-apotheke.com einer der ersten Online-Händler in Deutschland, der OTC-Produkte verkaufte und pharmazeutische Beratung anbot.
Im Jahr 2010 verlegte das Unternehmen seine Logistik- und Vertriebsaktivitäten in das niederländische Venlo nahe der deutsch-niederländischen Grenze. Mit dem Wachstum des Unternehmens folgten weitere Umzüge an größere Standorte in der Nähe.
Mit dem Start des österreichischen Webshops shop-apotheke.at begann Shop Apotheke im Jahr 2012 seine internationale Expansion, drei Jahre später folgten Belgien und Frankreich.
2016 ging das Unternehmen als Shop Apotheke Europe an die Börse und wurde Bestandteil des SDAX der Frankfurter Börse.
Die internationale Expansion wurde mit der Übernahme der belgischen Online-Apothekengruppe Farmaline im Jahr 2016 und dem damit verbundenen Markteintritt in Italien und den Niederlanden fortgesetzt. Im darauffolgenden Jahr übernahm Shop Apotheke Europe die Europa Apotheek, die sich auf den Verkauf verschreibungspflichtiger Medikamente an Kunden in Deutschland spezialisiert hatte. Im Jahr 2018 expandierte Shop Apotheke Europe mit dem Kauf des Berliner Unternehmens nu3, das funktionale Ernährungsprodukte vertreibt.
Shop Apotheke Europe bezog 2020 seinen neuen Hauptsitz in Sevenum und zog 2021 mit der gesamten Logistik in das neue, angrenzende Logistikzentrum. Der neue Standort verfügt über eine Betriebsfläche von 40.000 Quadratmetern. Im Jahr 2021 stieg das Unternehmen außerdem in die Bearbeitung elektronischer Rezepte ein sowie in das digitale Medikamentenmanagement mit der Übernahme des Münchner Unternehmens Smartpatient und des niederländischen Anbieters MedApp.
Unter dem Vorbehalt der Genehmigung durch die Wettbewerbsbehörden soll im Jahr 2023 das Schweizer Geschäft (shop-apotheke.ch) mit der Mediservice AG von Galenica zu einem Joint Venture fusioniert werden, wobei die Shop Apotheke Europe mit 51 % am neuen Unternehmen beteiligt wäre und Galenica zu 49 %. Galenica würde eine Beteiligung von 8 % an der Shop Apotheke Europe erhalten. Im Mai 2023 wurde die Genehmigung erteilt.
Am 13. Juni 2023 wurde die Shop Apotheke Europe in Redcare Pharmacy umbenannt.

## Finanzen
Die Unternehmenskennzahlen haben sich wie folgt entwickelt:
| Jahr                                  | 2017 | 2018 | 2019  | 2020  | 2021  | 2022  | 2023  |
| ------------------------------------- | ---- | ---- | ----- | ----- | ----- | ----- | ----- |
| Umsatz (Millionen Euro)               | 284  | 540  | 701   | 968   | 1.060 | 1.204 | 1.799 |
| Ergebnis nach Steuer (Millionen Euro) | −21  | −34  | −36   | −17   | −74   | −78   | −12   |
| Bilanzsumme (Millionen Euro)          | 298  | 351  | 434   | 544   | 793   | 742   | 1.049 |
| Anzahl Mitarbeiter                    | …    | 843  | 1.011 | 1.220 | 1.569 | 1.847 | 2.075 |